# Slava

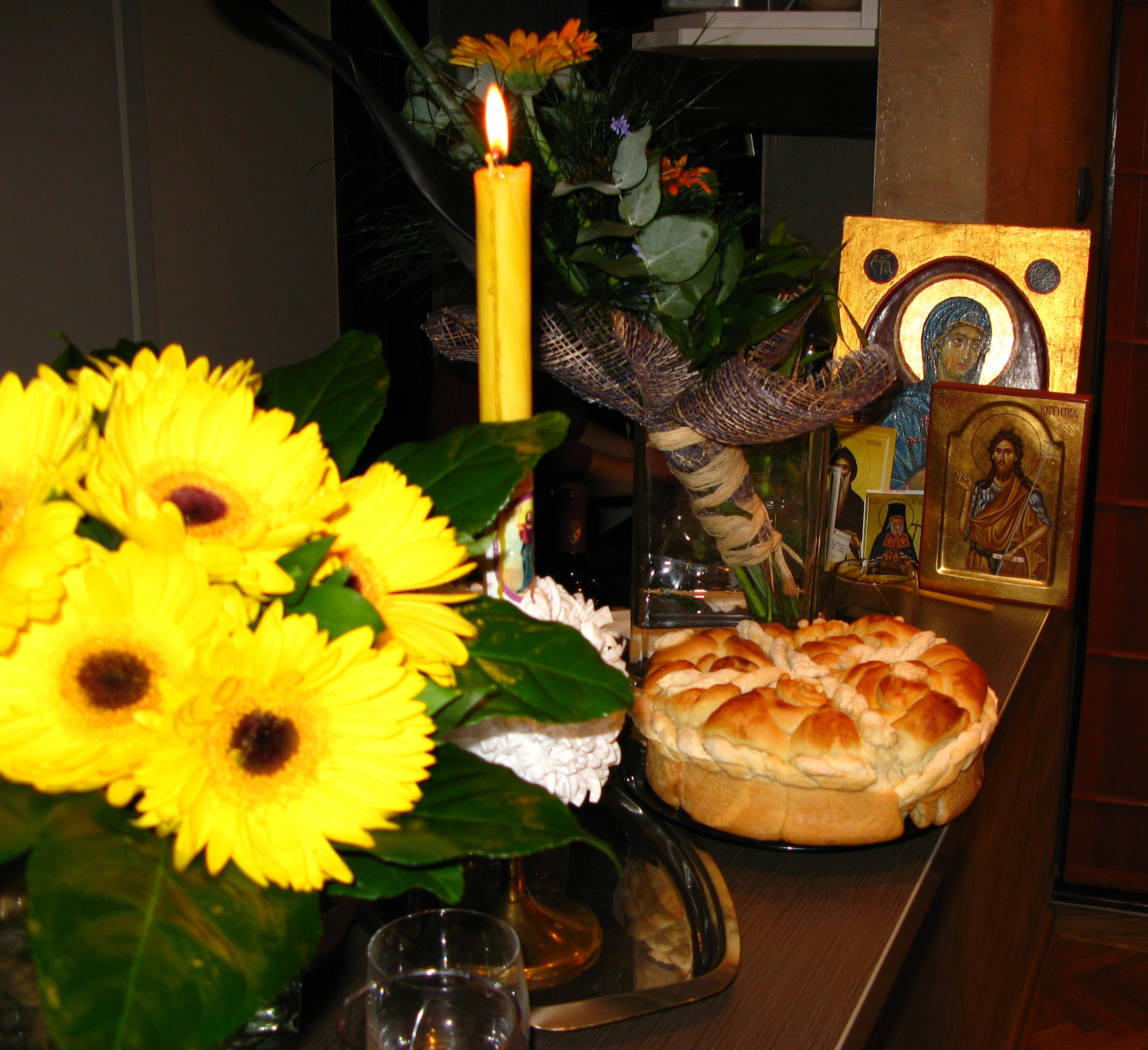
Ikonen mit dem Slavski kolač, der Slava-Kerze und Blumen

Slava (kyrillisch Слава; von serb. slaviti „feiern“) ist ein serbisch orthodoxes Familienfest, das zu Ehren des Familien-Schutzheiligen gefeiert wird. Dieser Brauch wird vor allem in Serbien gefeiert und ist dort als wichtiger Teil der Kultur ein Immaterielles Kulturerbe. Ebenfalls begangen wird dieses Fest von Serben in Montenegro, in der Republik Mazedonien, in Teilen von Bulgarien und Bosnien und Herzegowina, Kroatien, Albanien (siehe auch Serben und Montenegriner in Albanien), Rumänien, Griechenland und Russland.

## Geschichte

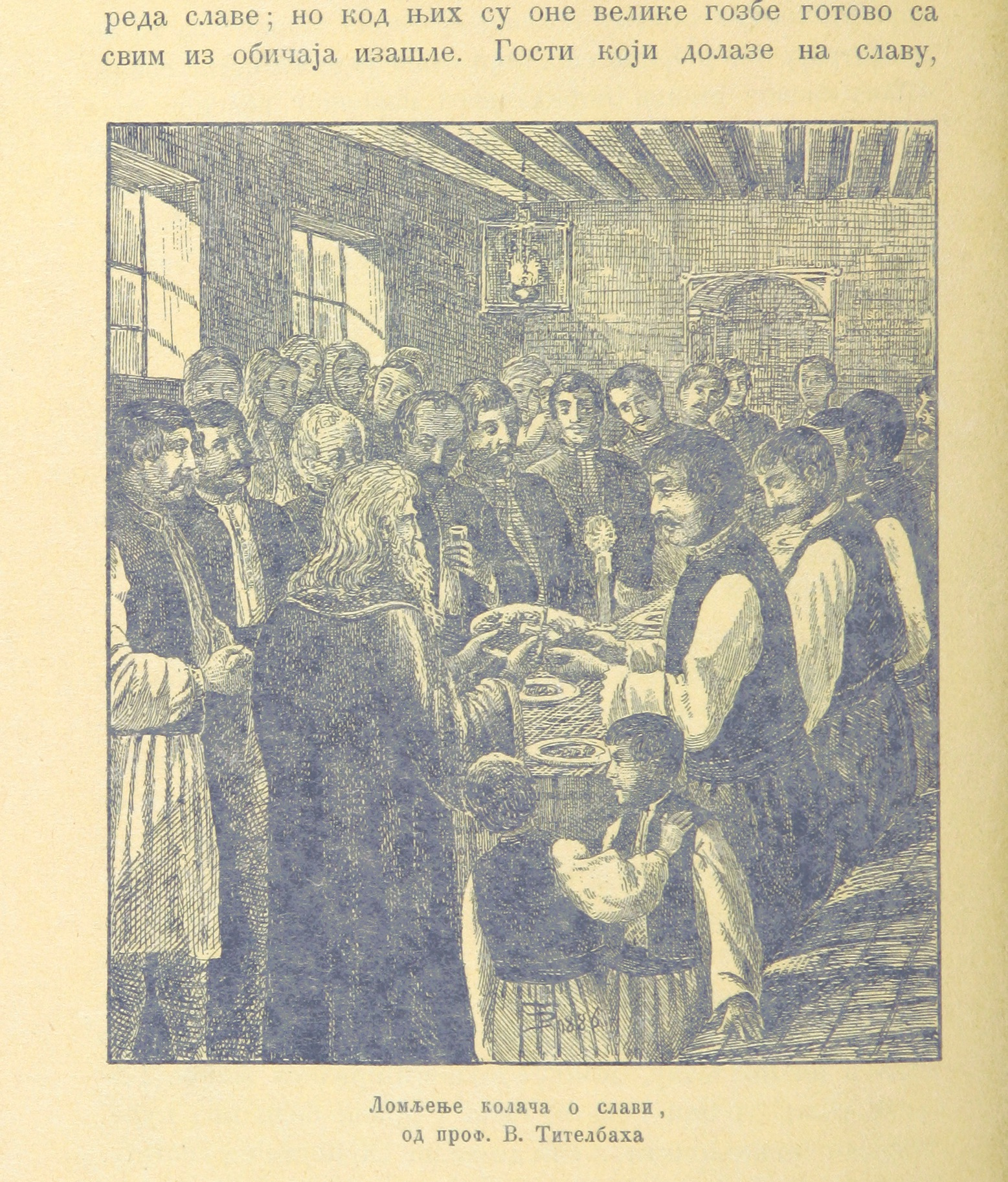
Ein Rückblick auf den serbischen Slava vom Beginn des 20. Jahrhunderts

Der Ursprung des Brauches ist nicht genau geklärt. Einer Theorie der nationalen Romantik des 19. Jahrhunderts zufolge führt der Brauch der Slava weit in die Zeit der Christianisierung der Serben und benachbarter Slawenstämme im 9. Jahrhundert zurück. Demnach besaßen die Serben einst eine ganze Reihe von Göttern, darunter auch Familiengötter oder -Geister ähnlich den römischen Laren. Um ihnen den Übertritt zum christlichen Glauben zu erleichtern, wurde die Slava ins Leben gerufen, in der christliche Heilige den Platz der früheren Familiengötter einnahmen. Für diese Theorie gibt es jedoch, historisch betrachtet, keine sicheren Belege. Bekannt sind so genannte imendani, Namenstage, Feste für die Schutzheiligen, wie sie auch anderen christlichen Völkern eigen sind. Möglich ist, dass sich der imendan während der osmanischen Herrschaft zur Slava entwickelte, in der das Schutzfest des christlichen Patrons nun ganze Familien und sogar weite Regionen vereinigte und zugleich als Identitätsfestigung sowie Abgrenzung gegen die damals drohende Islamisierung diente. Die imendani dagegen haben sich bei den orthodoxen Bulgaren, Mazedoniern und Russen als Hauptfeste der Schutzheiligen erhalten. Der Unterschied zwischen der Slava und dem imendan ist der, dass die Slava von einer Generation zur nächsten vererbt werden soll, d. h. von den Eltern zu den Kindern, während der imendan individuell ist und meistens jener Schutzpatron gefeiert wird, an welchem Tag der jeweilige Christ getauft wurde und/oder dessen oder deren Namen bekommen hatte.
In der Slava haben nicht nur Familien, sondern auch orthodoxe Kirchen, Klöster, Schulen, Dörfer und Städte ihren eigenen Hauspatron. Das bedeutet, ein bestimmter Kirchenheiliger beschützt Familie oder Kirche und der Namenstag dieses Heiligen wird alljährlich besonders festlich begangen. Es wurde Wert darauf gelegt, die Festtage hauptsächlich im Frühjahr, Herbst oder Winter zu begehen, sodass die Arbeit der Erntemonate nicht unterbrochen wurde. In früheren Zeiten konnten diese Feste bis zu drei Tagen dauern; in manchen ländlichen Gebieten hat sich dies erhalten, doch in den größeren Städten begnügt man sich heutzutage mit einem Tag des Feierns.

## Erbschaft

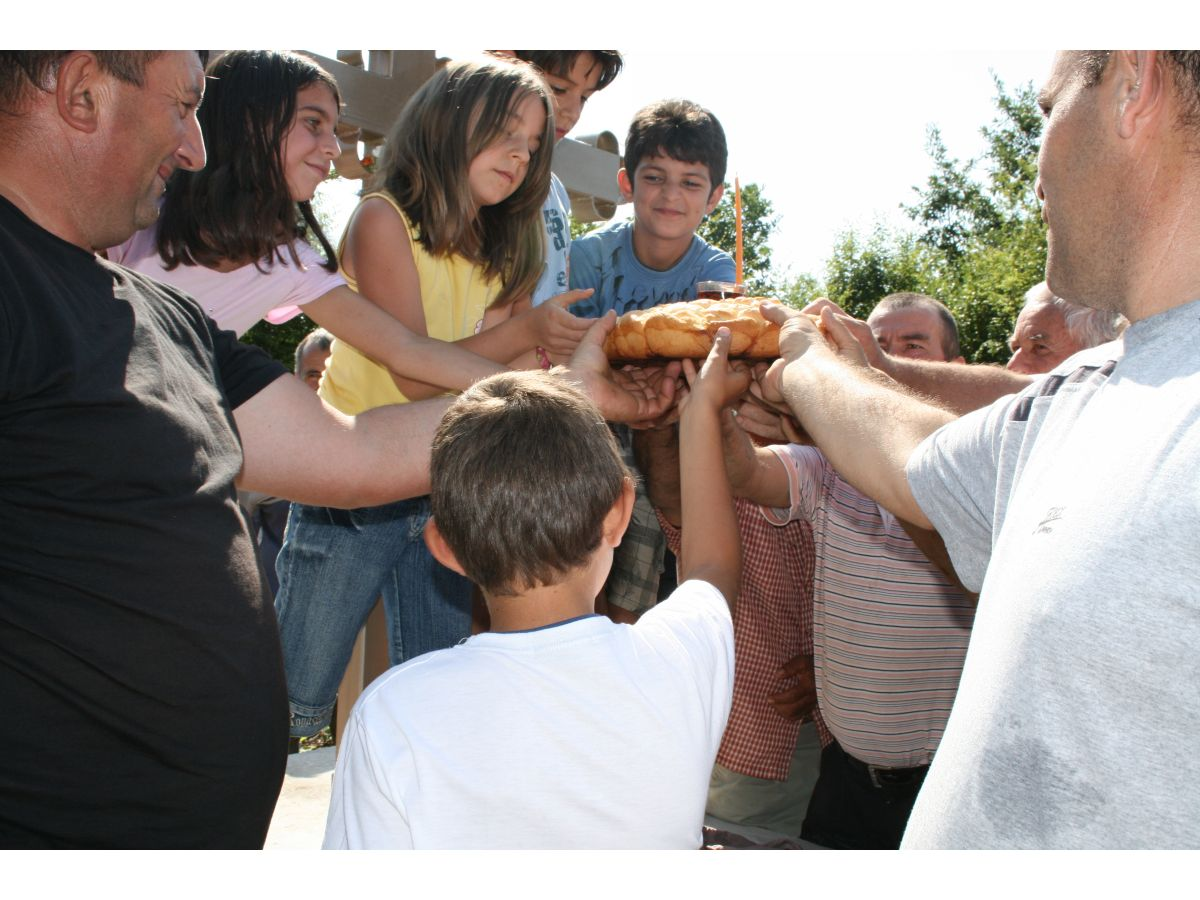
Traditionelles Brotbrechen

Abweichend von den meisten Bräuchen, die von einem ganzen Volk am gleichen Tag gefeiert werden, wird das Fest des Familienschutzheiligen von jeder Familie an einem anderen Tag gefeiert. Der Familienschutzheilige wird vom Vater (Familienoberhaupt) zum Sohn vererbt. Töchter erben den Familienschutzheiligen nur wenn sie zu Hause bleiben. Verheiratete Frauen feiern üblicherweise den Familienschutzheiligen des Mannes.
Traditionell wird das Fest des Familienschutzheiligen zu Hause (Stammhaus der Familie) gefeiert, in Ausnahmefällen, wenn ein Familienmitglied beispielsweise in der Ferne wohnt und unverheiratet ist, kann das Familienoberhaupt demjenigen die Erlaubnis erteilen, die Slava auch dort zu feiern. Sobald einer der Söhne geheiratet hat und seine eigene Familie gegründet hat, ist er verpflichtet, in seinem Zuhause die gleiche Slava wie sein Vater (auch zu Lebzeiten seines Vaters) zu feiern. Eine Erlaubnis seitens des Familienoberhaupts ist nicht notwendig.

## Zeremonie

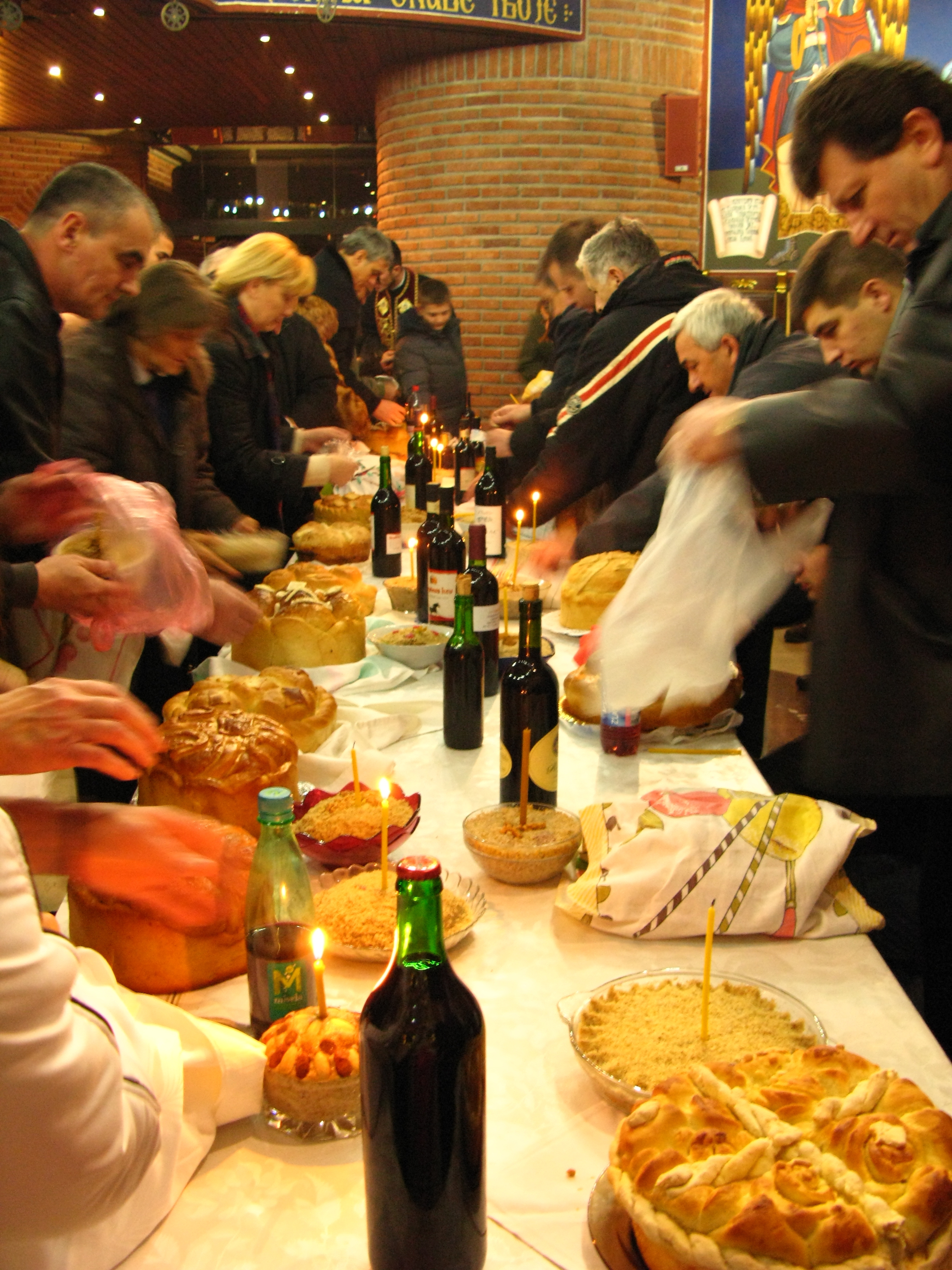
Am Vortag der Slava werden die Speisen in der Kirche gesegnet.

Am Vortag der Slava werden der Slavski Kolač, das Koljivo und der Slava-Wein in der Kirche gesegnet. Am Tag der Slava geht die Familie in die Kirche und nimmt am Abendmahl teil, nach der Kirche kommt der Priester nach Hause.
Der Priester hält einen kleinen Gottesdienst in Gedenken an den Familienheiligen, er weiht den Slavski Kolač und das Koljivo und zündet die Slava-Kerze an.
Die gesamte Familie, Freunde, gute Bekannte treffen sich zum Festessen. Wichtig sind dabei folgende Utensilien: Wasser, Weihrauch, der Slava-Wein und ein Sträußchen Basilikum.
Darüber hinaus werden verschiedene traditionelle Speisen serviert, zum Beispiel der Slavski Kolač (dt.: festlicher Kuchen) und Koljivo oder Žito (eine Speise aus Weizen, Nüssen, Zucker und Muskatnuss). Nach dem Eintreffen der Gäste nimmt das Familienoberhaupt (Patron) den ersten Löffel Žito und bekreuzigt sich, danach folgen Ehefrau, Söhne, Töchter und anschließend alle anderen, die sich zur Feier eingefunden haben (Žito wird auch bei Hochzeiten und Beerdigungen gereicht und spielt eine wichtige Rolle im mythischen Glauben).
Jedoch unterscheiden sich solche Bräuche von Region zu Region und oft auch von Dorf zu Dorf. Daher besteht keine genaue Beschreibung einer Zeremonie oder genau übermittelten Tradition.

## Immaterielles Kulturerbe der Menschheit
Die Slava wurde 2014 in die  UNESCO-Liste des immateriellen Kulturerbes aufgenommen.

## Galerie

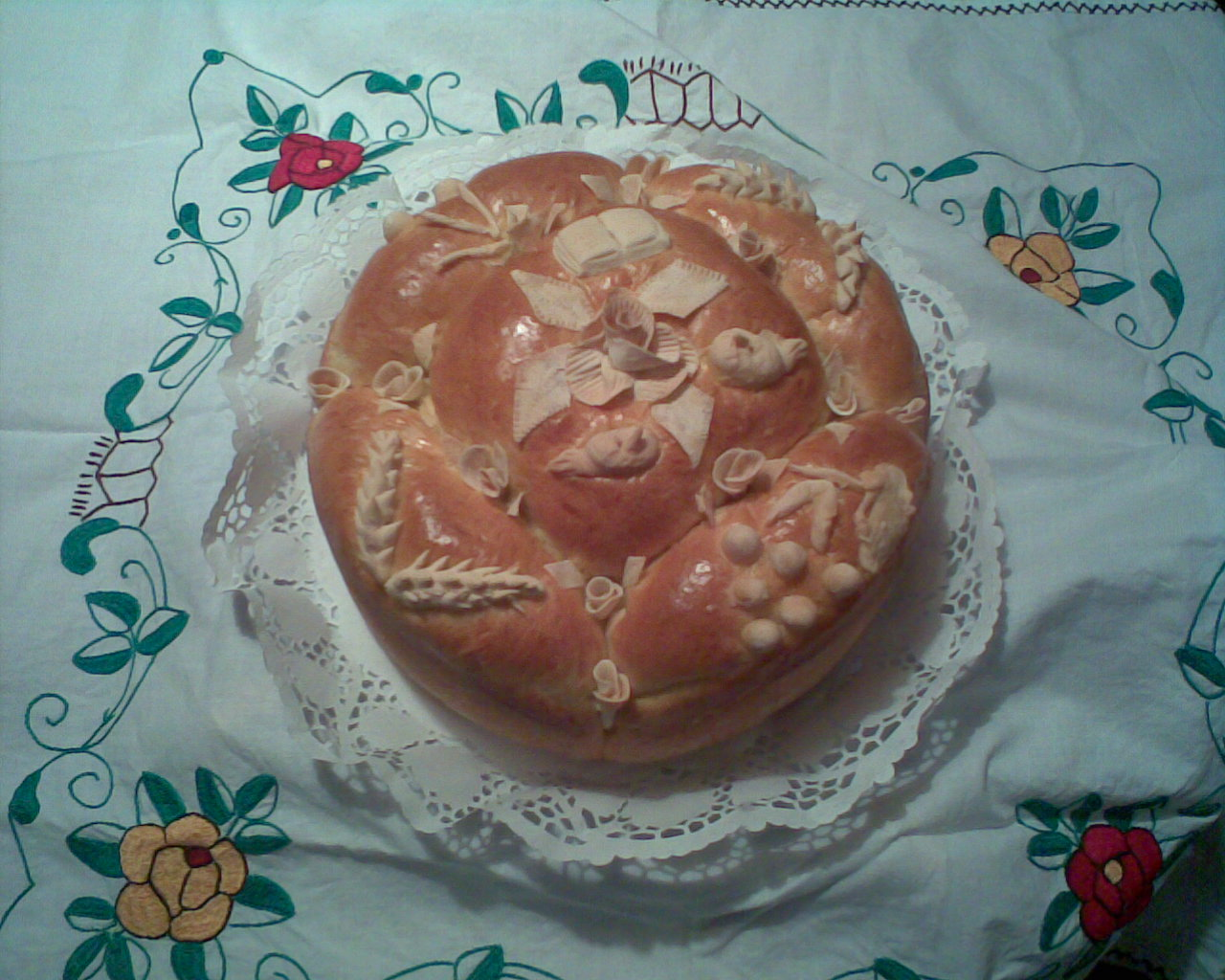
Der Slavski kolač
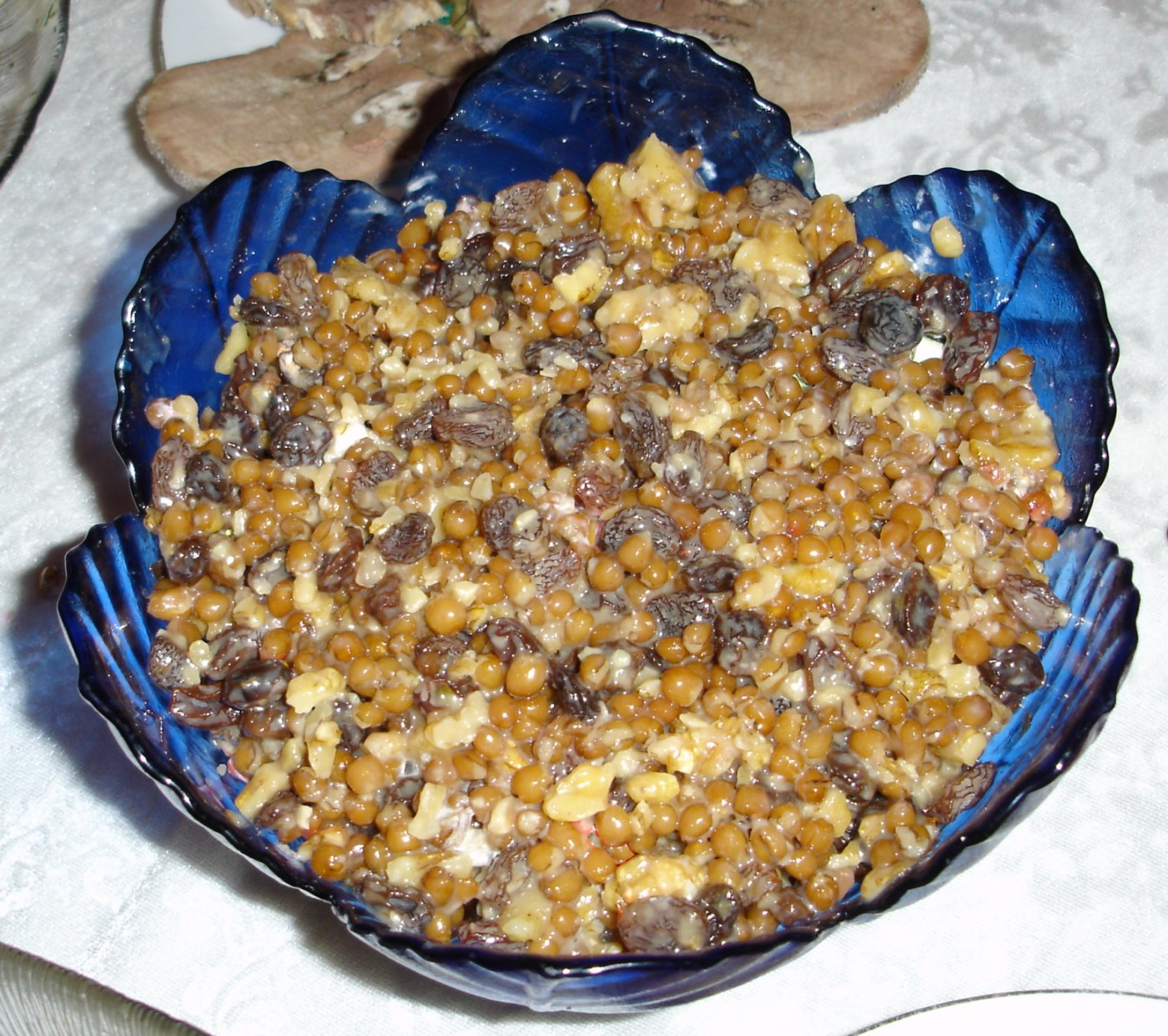
Das Koljivo aus Weizen
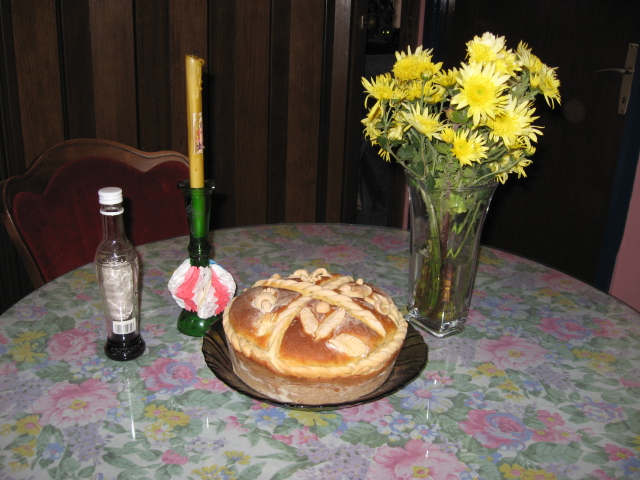
Slavski kolač mit Slava-Kerze und dem Slava-Wein
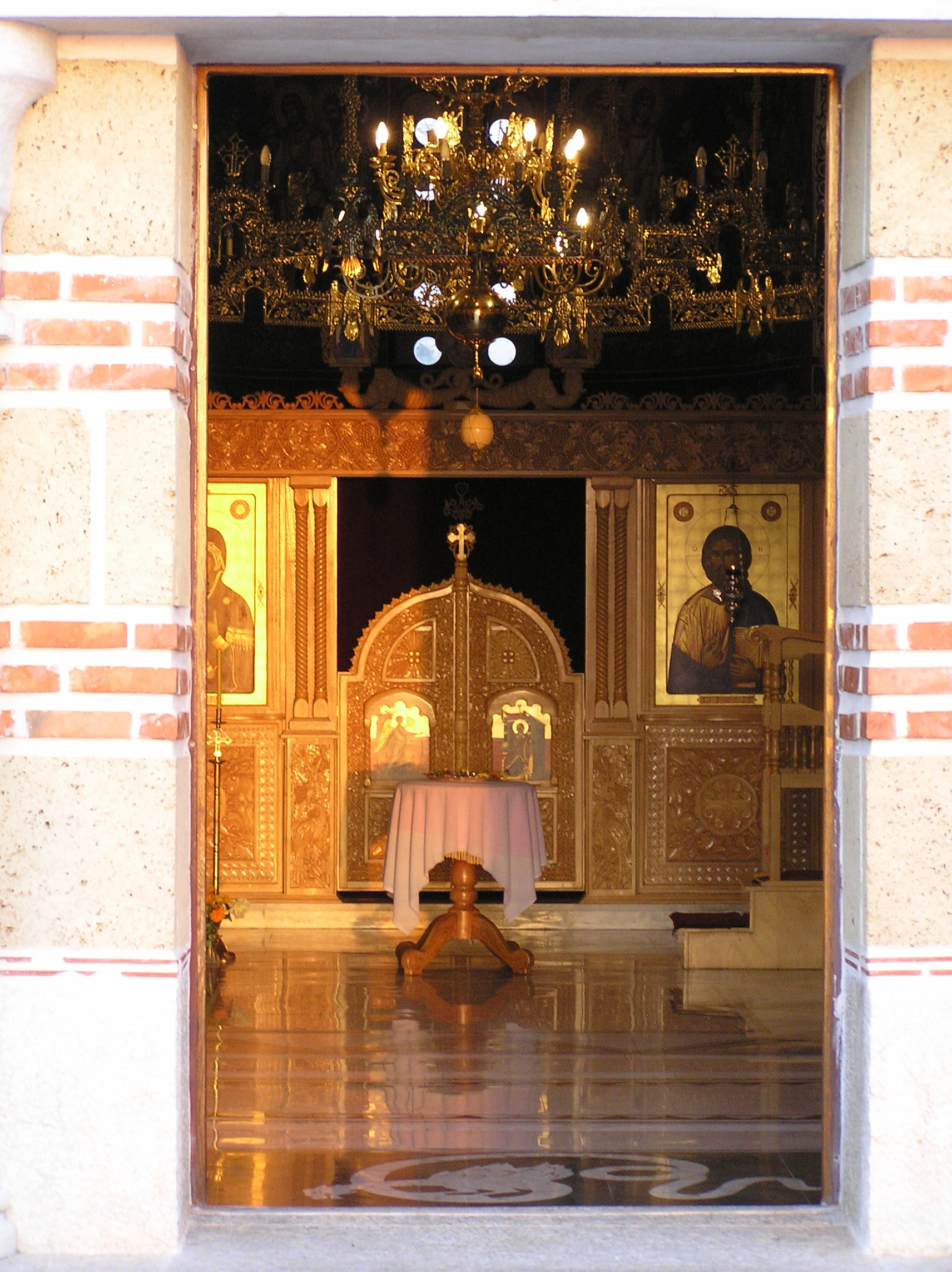
Eine Kirche zur Zeit der Slava in Trebinje